# Робинсон, Джеймс (игрок в американский футбол, 1998)
Джеймс Робинсон (англ. James Robinson, 9 августа 1998, Рокфорд, Иллинойс) — американский футболист, раннинбек клуба НФЛ «Джэксонвилл Джагуарс». На студенческом уровне выступал за команду университета штата Иллинойс.

## Биография
Джеймс Робинсон родился 9 августа 1998 года в Рокфорде в штате Иллинойс, старший из трёх детей в семье. Он учился в Лютеранской школе Рокфорда, играл за её команды по футболу и баскетболу. За четыре сезона карьеры Робинсон набрал на выносе 9 045 ярдов, на 2015 год этот результат входил в число пятнадцати лучших в истории школьного футбола в США. После окончания школы он поступил в университет штата Иллинойс.

### Любительская карьера
В составе университетской команды Робинсон дебютировал в 2016 году. В своём первом сезоне в NCAA он сыграл в девяти матчах, был основным специалистом по возвратам начальных ударов. В 2017 году он стал основным бегущим «Иллинойс Стейт Редбердс», приняв участие в одиннадцати играх. С 933 выносными ярдами Робинсон стал третьим в конференции Миссури Вэлли, по количеству тачдаунов он занял второе место.
По итогам сезона 2018 года он стал самым результативным бегущим конференции, набрав 1 290 ярдов с двенадцатью тачдаунами. Журналист Фил Стил включил Робинсона в состав сборной звёзд дивизиона FCS. В 2019 году он возглавил конференцию по количеству набранных ярдов, их среднему количеству за матч и числу выносных тачдаунов. Два года подряд он претендовал на награду имени Уолтера Пейтона лучшему игроку нападения в FCS. Всего за время выступлений за «Иллинойс Стейт» Робинсон набрал 4 444 ярда на выносе и занёс 44 тачдауна, оба показателя стали вторыми в истории университета.

#### Статистика выступлений в NCAA
| Сезон | Команда                 | Игры | Приём | Приём | Приём | Приём | Вынос | Вынос | Вынос | Вынос |
| Сезон | Команда                 | Игры | Rec   | Yds   | Y/A   | TD    | Att   | Yds   | Y/A   | TD    |
| ----- | ----------------------- | ---- | ----- | ----- | ----- | ----- | ----- | ----- | ----- | ----- |
| 2016  | Иллинойс Стейт Редбердс | 9    | 12    | 109   | 9,1   | 1     | 63    | 322   | 5,1   | 2     |
| 2017  | Иллинойс Стейт Редбердс | 11   | 9     | 75    | 8,3   | 0     | 165   | 933   | 5,7   | 12    |
| 2018  | Иллинойс Стейт Редбердс | 11   | 21    | 164   | 7,8   | 1     | 205   | 1 290 | 6,3   | 12    |
| 2019  | Иллинойс Стейт Редбердс | 15   | 16    | 80    | 5,0   | 0     | 364   | 1 899 | 5,2   | 18    |
| Всего | Всего                   | 46   | 58    | 428   | 7,4   | 2     | 797   | 4 444 | 5,6   | 44    |

### Профессиональная карьера
Перед драфтом НФЛ 2020 года аналитик сайта лиги Лэнс Зирлейн характеризовал Робинсона как надёжного бегущего, хорошо умеющего найти свободные зоны, но не отличающегося высокой скоростью. Лучшими качествами игрока он называл трудовую этику, умение читать игру и распознавать блицы защиты, навыки игры в составе специальных команд. Зирлейн отмечал недостаточные для бегущего антропометрические данные и большую нагрузку, которую Робинсон получил в последних двух сезонах карьеры в колледже. Он прогнозировал игроку возможность борьбы за место в резерве и составе специальных команд одного из клубов НФЛ.
На драфте Робинсон выбран не был. В мае 2020 года он в статусе неограниченного свободного агента подписал трёхлетний контракт с клубом «Джэксонвилл Джагуарс». За две недели до начала чемпионата клуб отчислил Леонарда Фурнетта, после чего он стал основным раннинбеком команды. В своём дебютном сезоне в НФЛ Робинсон принял участие в четырнадцати матчах, суммарно набрав 1 414 ярдов. Этот показатель стал лучшим для незадрафтованных игроков с 1967 года. По итогам сезона он вошёл в пятёрку претендентов на приз Новичку года в НФЛ. 

#### Статистика выступлений в НФЛ

##### Регулярный чемпионат
| Сезон | Команда              | Игры | Приём | Приём | Приём | Приём | Вынос | Вынос | Вынос | Вынос |
| Сезон | Команда              | Игры | Rec   | Yds   | Y/A   | TD    | Att   | Yds   | Y/A   | TD    |
| ----- | -------------------- | ---- | ----- | ----- | ----- | ----- | ----- | ----- | ----- | ----- |
| 2020  | Джэксонвилл Джагуарс | 14   | 49    | 344   | 7,0   | 3     | 240   | 1 070 | 4,5   | 7     |
| Всего | Всего                | 14   | 49    | 344   | 7,0   | 3     | 240   | 1 070 | 4,5   | 7     |